# Delphinium yajiangense
Delphinium yajiangense är en ranunkelväxtart som beskrevs av Wen Tsai Wang. Delphinium yajiangense ingår i släktet storriddarsporrar, och familjen ranunkelväxter. Inga underarter finns listade i Catalogue of Life.